# Retrat de Michele Marullo Tarcaniota
El retrat de Michele Marullo Tarcaniota és una pintura al tremp d'ou del pintor florentí Sandro Botticelli realitzada entre 1494 i 1497. El 1929 el va adquirir el polític i mecenes català Francesc Cambó. El 2019 es va posar a la venda a la fira Frieze Masters, celebrada entre el 3 i el 6 d'octubre a Londres, a l'estand de la galeria anglesa Trinity Fine Art. L'obra està declarada bé d'interès cultural (BIC) des del 1988, el que impedeix que pugui sortir d'Espanya sense el permís de la Junta de Qualificació, Valoració i Exportació de Béns del Patrimoni Històric.

## Descripció
L'obra és considerada com un retrat del poeta i aventurer grec, Michele Marullo Tarcaniota i va ser feta al tremp sobre taula, sent traspassada a tela i retallada en les seves dimensions, el 1864. Les moltes restauracions que va patir van dificultar l'atribució del quadre, que va ser acceptat definitivament el 1906. Durant molts anys va considerar que era obra de Filippino Lippi.
El model es representa en bust i es presenta en tres quartes parts orientat a l'esquerra, vestit uniformement i auster. Se'ns presenta una cortina negra, el color de la qual és similar al del barret del model, envoltant així la cara del personatge amb tonalitats fosques, el pèl dels quals es realitza com una continuïtat entre la peça de vestir i el seu capell. El model, envoltat en aquest conjunt fosc, destaca precisament per aquest aspecte, els matisos foscos, resorgint posteriorment a la paret beige que retorna fortament la figura del personatge.

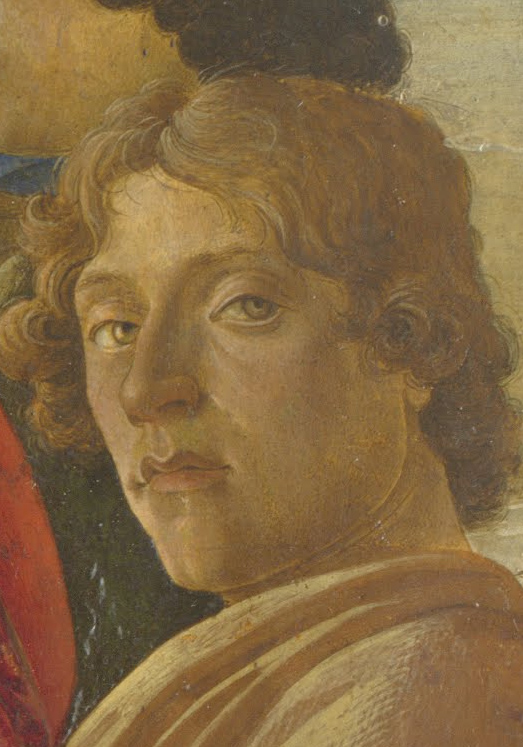
Autoretrat de l'Adoració dels mags.

L'historiador de l'art Frank Zöllner hi veu un autoretrat del pintor comparant-lo amb l'Adoració dels Mags. El quadre va ser exposat del 2004 al 2016 en el museu del Prado